# Liste der Biografien/Murg
Liste der Biografien |
Portal Biografien |
Personensuche
# |
A |
B |
C |
D |
E |
F |
G |
H |
I |
J |
K |
L |
M |
N |
O |
P |
Q |
R |
S |
T |
U |
V |
W |
X |
Y |
Z |
?
 
Ma |
Mb |
Mc |
Md |
Me |
Mf |
Mg |
Mh |
Mi |
Mj |
Mk |
Ml |
Mm |
Mn |
Mo |
Mp |
Mq |
Mr |
Ms |
Mt |
Mu |
Mv |
Mw |
Mx |
My |
Mz
 
Mua |
Mub |
Muc |
Mud |
Mue |
Muf |
Mug |
Muh |
Mui |
Muj |
Muk |
Mul |
Mum |
Mun |
Muo |
Mup |
Muq |
Mur |
Mus |
Mut |
Muu |
Muv |
Muw |
Mux |
Muy |
Muz
 
Mura |
Murb |
Murc |
Murd |
Mure |
Murf |
Murg |
Murh |
Muri |
Murj |
Murk |
Murl |
Murm |
Murn |
Muro |
Murp |
Murr |
Murs |
Murt |
Muru |
Murv |
Murw |
Mury |
Murz
Die Liste der Biografien führt alle Personen auf, die in der deutschsprachigen Wikipedia einen Artikel haben. Dieses ist eine Teilliste mit 24 Einträgen von Personen, deren Namen mit den Buchstaben „Murg“ beginnt.

## Murg
- Murg, Bernhard (* 1969), österreichischer Kabarettist, Schauspieler und Regisseur
- Murg, Martin (* 2005), österreichischer Fußballspieler
- Murg, Thomas (* 1994), österreichischer Fußballspieler

### Murga
- Murga, Carli de (* 1988), philippinisch-spanischer Fußballspieler
- Murga, José Luis (1927–2005), spanischer Rechtswissenschaftler, Rechtshistoriker und Hochschullehrer
- Murgaš, Ján (* 2004), slowakischer Fußballspieler
- Murgaš, Jozef (1864–1929), slowakisch-amerikanischer Maler und Erfinder
- Murgaš, Karol (1899–1972), slowakischer Politiker und Journalist

### Murge
- Murger, Henri (1822–1861), französischer Schriftsteller

### Murgg
- Murgg, Werner (* 1958), österreichischer Politiker (KPÖ), Landtagsabgeordneter

### Murgi
- Murgia, Gavino (* 1969), sardischer Jazzsaxophonist und Sänger
- Murgia, Michela (1972–2023), italienische SchriftstellerinMichela Murgia (1972–2023)

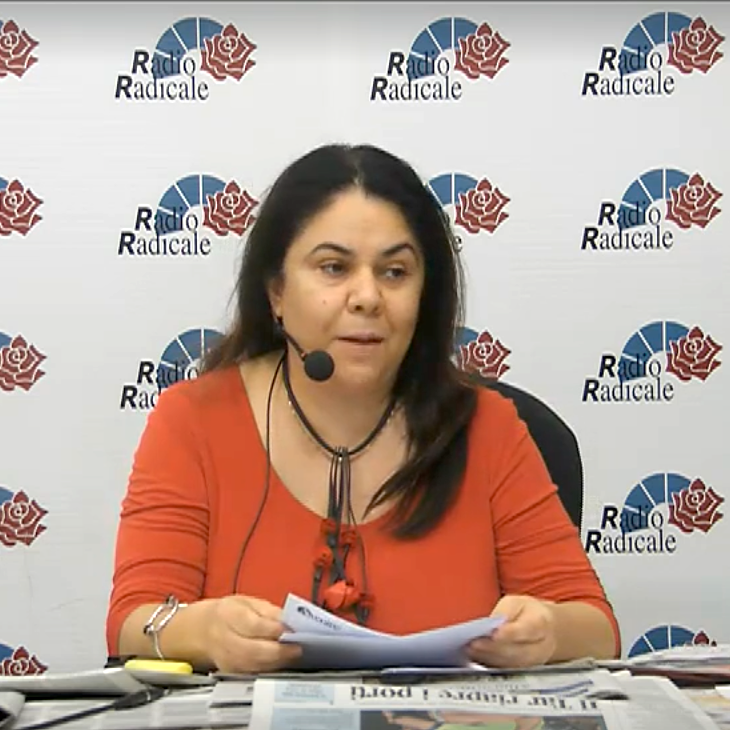
Michela Murgia (1972–2023)

- Murgia, Pier Giuseppe (* 1940), italienischer Schriftsteller, Drehbuchautor und Filmregisseur
- Murgia, Tiberio (1929–2010), italienischer Schauspieler

### Murgo
- Murgoci, Agnes (1875–1929), britische Wissenschaftlerin
- Murgoci, Elena (1960–1999), rumänische Langstreckenläuferin
- Murgoitio, Egoitz (* 1983), spanischer Cyclocross- und Straßenradrennfahrer
- Murgott, Rudolf (1922–1980), deutscher Politiker (SED) und Außenhandelsfunktionär

### Murgu
- Murgu, Corneliu (1948–2021), rumänischer Opernsänger (Tenor)
- Murgui Soriano, Jesús (* 1946), spanischer Geistlicher und emeritierter römisch-katholischer Bischof von Orihuela-Alicante
- Murguía Villalobos, Salvador Cleofás (* 1953), mexikanischer römisch-katholischer Ordensgeistlicher, Prälat von Mixes
- Murguía, José Alfredo (* 1969), mexikanischer Fußballspieler und -trainer
- Murgulescu, Ilie G. (1902–1991), rumänischer Physikochemiker, Sachbuchautor und kommunistischer Politiker
- Murgunde, Trupti (* 1982), indische Badmintonspielerin